# Trung đoàn Nhảy dù Campuchia số 1
Trung đoàn Nhảy dù Campuchia số 1 (tiếng Pháp: 1er bataillon de parachutistes khmers) là một trung đoàn lính dù ở Đông Dương thuộc Pháp gồm những người Campuchia được tuyển dụng trong thời kỳ Chiến tranh Đông Dương. Trung đoàn được thành lập ngày 1 tháng 12 năm 1952.